# Bourcefranc-le-Chapus
Bourcefranc-le-Chapus (prononcé [buʁ.sə.fʁɑ̃.lə.ʃa.py]) est une commune du Sud-Ouest de la France, située dans le département de la Charente-Maritime (région Nouvelle-Aquitaine). Ses habitants sont appelés les  Bourcefrançais ou Chapusais et les  Bourcefrançaises ou Chapusaises.
Commune de création récente — née en 1908 de la fusion de plusieurs hameaux dont les deux principaux sont Bourcefranc et Le Chapus —, elle n'en possède pas moins une riche histoire et un patrimoine urbain et maritime diversifié. C'est la dernière commune du continent à être traversée avant d'aller sur l'île d'Oléron, accessible depuis 1966 par le viaduc d'Oléron.
Faisant partie de l'agglomération urbaine de Marennes dont elle prolonge l'urbanisation vers le nord-ouest en direction du pont de l'île d'Oléron, Bourcefranc-le-Chapus est une commune littorale dynamique dont les activités sont principalement orientées vers l'ostréiculture, le tourisme et la fonction résidentielle de villégiature.

## Géographie

### Situation géographique
La commune de Bourcefranc-le-Chapus est située au Sud-Ouest du département de la Charente-Maritime en région Nouvelle-Aquitaine.
Sur un plan plus général, Bourcefranc-le-Chapus est localisée dans la partie Sud-Ouest de la France, au centre de la côte atlantique dont elle est riveraine, faisant partie du « Midi atlantique ».
Il s'agit avant tout d'une commune littorale, formant la fin d'une petite presqu'île, en bordure de la mer des pertuis charentais qui la met directement en contact avec l'océan Atlantique.
Au Nord, elle est délimitée par le pertuis d'Antioche et au Sud par le pertuis de Maumusson. Ces deux détroits se rejoignent dans la passe du courreau d'Oléron qui la sépare de l'Ile d'Oléron, à l'Ouest, distante d'environ deux kilomètres à vol d'oiseau.
Bourcefranc-le-Chapus est également située à l'extrémité de la vaste embouchure de la Seudre, sur sa rive droite, qui y atteint ici sa plus large extension.
Par sa situation géographique, Bourcefranc-le-Chapus est située à 3 km au Nord-Ouest de Marennes  formant avec cette dernière une agglomération urbaine continue dont les activités économiques, caractérisées par l'ostréiculture, les activités tertiaires (commerces et services) et le tourisme, sont quasi identiques.
Par rapport aux villes principales de la Charente-Maritime, elle est située à 24 km au Sud-Ouest de Rochefort, à 34 km au Nord-Ouest de Royan, à 45 km à l'Ouest de Saintes et à 57 km au Sud de La Rochelle.
Un seul axe routier d'importance la jalonne du Sud-Est au Nord-Ouest, la D26, route départementale particulièrement fréquentée chaque week-end et lors de la période estivale et qui aboutit au viaduc de l'île d'Oléron depuis Marennes.

### Le cadre géographique
La commune de Bourcefranc-le-Chapus occupe un site de presqu'île qui se termine par deux petits caps, la pointe du Chapus et la pointe des Chardons, mais dans le détail, son rivage fait alterner de petits caps peu élevés qui isolent des baies plus ou moins étroites dont quelques-unes sont sablonneuses et les autres formées de vasières littorales.
Le rivage de la commune
Au Sud-Est de la commune, la pointe de Bonnemort termine  l'embouchure de la Seudre sur sa rive droite qui correspond ici à son extension maximale. Ce cap est l'aboutissement d'un cordon dunaire d'environ 3 mètres de hauteur qui s'est formé naturellement depuis le site de Marennes-Plage dans la commune voisine de Marennes-Hiers-Brouage. Ce cordon dunaire, très étroit et peu élevé, isole à l'arrière sur la péninsule, d'anciens marais salants aujourd'hui transformés en parcs à huîtres. La faible portion sablonneuse abrite une petite plage, à l'arrière de laquelle quelques infrastructures touristiques ont été mises en place (centre nautique avec école de voile, piscine, camping, résidence de tourisme). Une route touristique, la route verte, longe ce littoral en partie arboré. Ces équipements touristiques intercommunaux sont partagés avec la municipalité de Marennes-Hiers-Brouage.
Entre la pointe de Bonnemort, au Sud-Est, et la pointe de l'Ascension, au Nord-Ouest, se situe la baie de Marécareuil qui fait face au pertuis de Maumusson et à la station balnéaire de Saint-Trojan-les-Bains dans le Sud-Est de l'Ile d'Oléron. Cette baie étirée est bordée par un littoral marécageux dont les vasières sont occupées par les parcs à huîtres et les cabanes des ostréiculteurs. Devant le lieu-dit de Sinche (au sud-ouest par rapport au centre de Bourcefranc) se trouve l’île de Nôle appartenant à l’archipel charentais, dont elle est la plus petite des îles et qui fait partie du territoire de la commune.

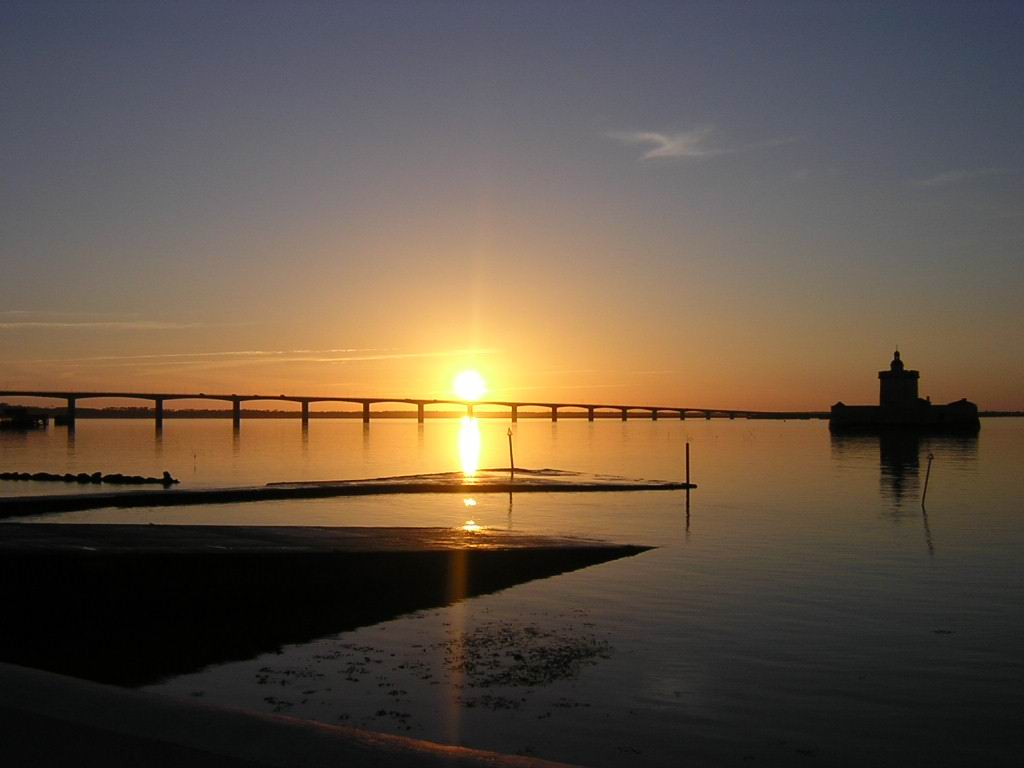
Coucher de soleil sur le pont de l'île d'Oléron et le fort Louvois, au large du port ostréicole du Chapus.

Entre la pointe de l'Ascension, au Sud, et la pointe du Chapus, au Nord, se love l'étroite baie de la Grognasse, entièrement dévolue aux parcs à huîtres. C'est à la pointe de l'Ascension que débute le pont de l'île d'Oléron d'une longueur totale de 3 027 mètres et qui a été construit en 1966. C'est depuis la baie de la Grognasse que se découvre le viaduc d'Oléron. Dans cette partie de cette agglomération ostréicole des infrastructures importantes jalonnent la route départementale avant l'entrée vers le pont d'Oléron. Outre les nombreuses cabanes ostréicoles aux couleurs vives et variées qui signalent l'industrie dominante, le lycée maritime et l'Office de tourisme du Pays de Marennes-Oléron constituent les deux autres vitrines de l'économie du bassin de Marennes-Oléron.
La pointe du Chapus, au Sud, et la pointe des Chardon, au Nord, sont deux petits caps dont les promontoires de faible altitude terminent la péninsule de l'ancienne Isle de Marennes. Ils font face à l'île d'Oléron et sont le lieu de transition entre deux détroits, au Sud, le pertuis de Maumusson et, au Nord, le pertuis d'Antioche. Ces deux caps isolent une baie très étroite et entièrement marécageuse, la baie du Chapus. C'est à la pointe du Chapus qu'était établi l'ancien embarcadère pour le bac de l'île d'Oléron avant la construction du viaduc. L'estacade d'accès au quai et le quai lui même est toujours là, mais barrée et interdite aux piétons. Depuis le port du Chapus, à seulement 300 mètres du rivage, se dresse le remarquable Fort Louvois qui abrite aujourd'hui un intéressant musée sur l'huître. C'est le port ostréicole de la commune et un lieu d'embarquement pour les croisières touristiques sur le Pertuis d'Antioche.
De la pointe des Chardons jusqu'au débouché du canal de Mérignac qui sert ici de limite administrative avec la commune voisine de Hiers-Brouage s'évase une longue baie marécageuse qui débouche sur le pertuis d'Antioche. Elle correspondait à l'époque gallo-romaine à l'ouverture sur le vaste et profond golfe santonique ou  golfe de Saintonge qui, dès le début du Moyen Âge, s'est progressivement colmaté pour devenir l'actuel marais de Brouage. Toute cette partie du rivage de la commune est le domaine exclusif des parcs à huîtres.
Le domaine de la péninsule
Cette presqu'île qui est l'aboutissement de l'Isle de Marennes, longue péninsule effilée à l'époque gallo-romaine, est de formation calcaire et appartient entièrement au domaine géologique de la Saintonge formée de sols du Crétacé.
Les villages terriens ont été initialement créés à l'époque des grands défrichements médiévaux sur les parties les plus élevées de la presqu'île, le long d'une voie romaine qui aboutissait au site du Chapus, alors terminal et embarcadère pour l'île d'Oléron.

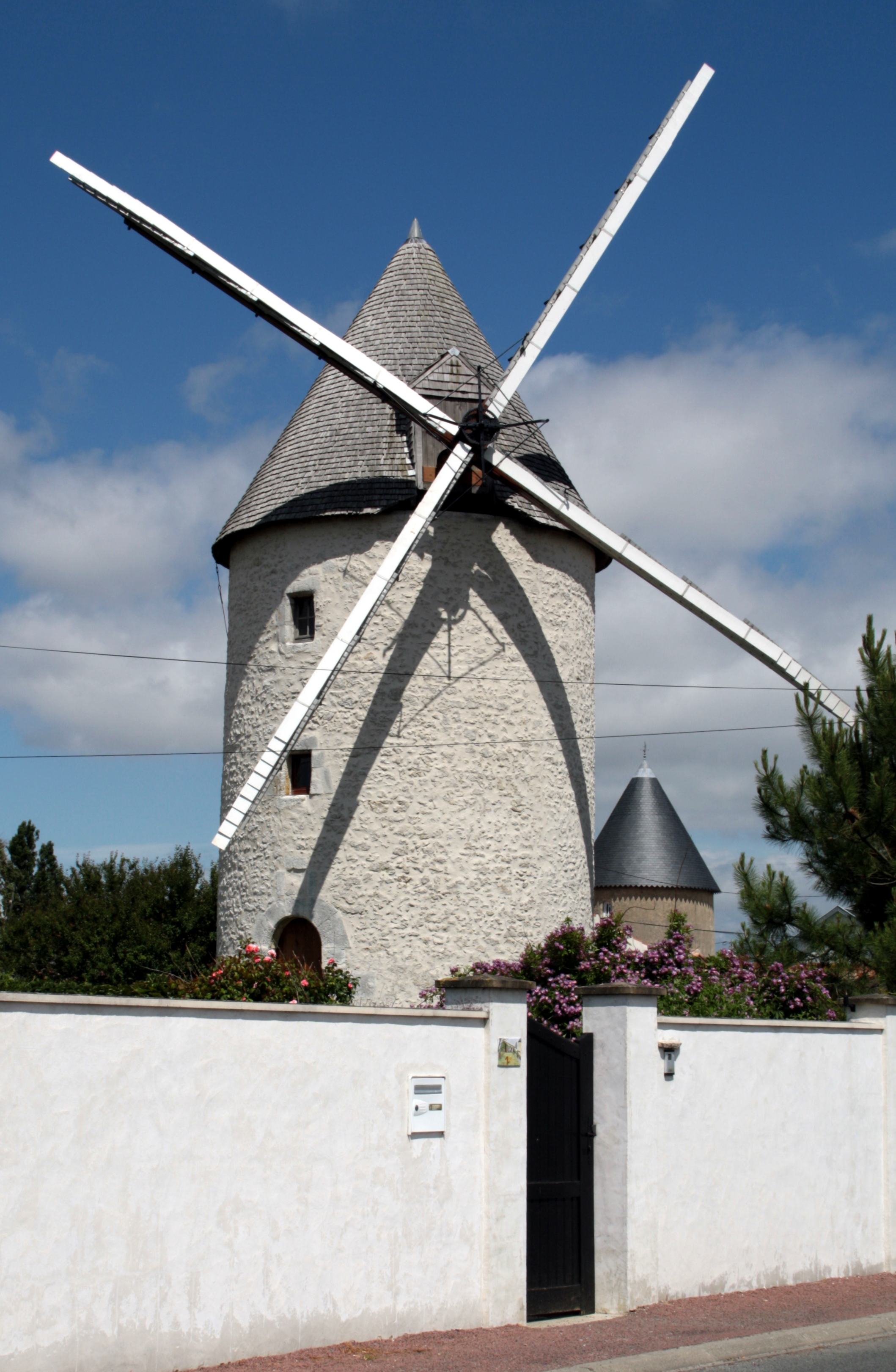
Le moulin de la Plataine à Bourcefranc, chef-lieu de la commune, rappelle le passé médiéval de la ville actuelle.

Bourcefranc, le chef-lieu de la commune, est une création purement médiévale et occupe un des sites les plus élevés de la commune avec 12 mètres de hauteur. Aux portes de ce bourg franc des moulins à vent avaient été édifiés, dont seul subsiste aujourd'hui celui de la Plataine. C'est dans cette partie de la commune que l'urbanisation a le plus progressé en direction notamment de Marennes dont La Chainade constitue la jonction urbaine entre les deux villes qui forment aujourd'hui la sixième agglomération urbaine de la Charente-Maritime.
Les altitudes les plus élevées sont situées au Nord-Est de l'agglomération, en limite de la ville voisine de Marennes. Au village de Nodes, elles montent jusqu'à 14 mètres et dominent le Marais de Brouage dont le dénivelé assez marqué rappelle la limite de l'ancien rivage du golfe santonique aujourd'hui comblé. C'est dans le petit bois du Fief des Ailes, au Sud du village de Nodes, qui prolonge sur la commune voisine le bois de la Lande que se trouve l'altitude la plus élevée de la commune avec 18 mètres de hauteur.
Les terrains calcaires, fortement urbanisés, qui exhaussent en son centre la presqu'île représentent une faible partie du finage communal. La moitié de la commune est en zone basse et littorale, occupée par les vastes étendues de marais, principalement ceux du Marais de Brouage que coupe ici le canal de Mérignac. Dans ces terres de marais la plupart desséchés, les altitudes sont proches du niveau de la mer et montent jusqu'à 2 mètres à l'intérieur des terres.
Les ports de la commune, Le Chapus et Daire, sont situés sur de petits promontoires qui terminent la péninsule et surplombent de quelque deux à trois mètres l'océan.

### Communes limitrophes
Depuis 2019, Bourcefranc-le-Chapus n'est limitrophe que d'une seule commune.
|                                            |                       |                        |
| Océan Atlantique, au large, l'île d'Oléron | Bourcefranc-le-Chapus | Marennes-Hiers-Brouage |
|                                            |                       |                        |

### Hydrographie
- Ruisseau du Grand Dardenne ;
- Ruisseau du Nord.

## Urbanisme

### Typologie
Au 1er janvier 2024, Bourcefranc-le-Chapus est catégorisée bourg rural, selon la nouvelle grille communale de densité à 7 niveaux définie par l'Insee en 2022.
Elle appartient à l'unité urbaine de Marennes-Hiers-Brouage, une agglomération intra-départementale dont elle est une commune de la banlieue,. Par ailleurs la commune fait partie de l'aire d'attraction de Marennes-Hiers-Brouage, dont elle est une commune de la couronne,. Cette aire, qui regroupe 3 communes, est catégorisée dans les aires de moins de 50 000 habitants,.
La commune, bordée par l'océan Atlantique, est également une commune littorale au sens de la loi du 3 janvier 1986, dite loi littoral. Des dispositions spécifiques d’urbanisme s’y appliquent dès lors afin de préserver les espaces naturels, les sites, les paysages et l’équilibre écologique du littoral, tel le principe d'inconstructibilité, en dehors des espaces urbanisés, sur la bande littorale des 100 mètres, ou plus si le plan local d’urbanisme le prévoit.

### Occupation des sols
L'occupation des sols de la commune, telle qu'elle ressort de la base de données européenne d’occupation biophysique des sols Corine Land Cover (CLC), est marquée par l'importance des territoires agricoles (37,7 % en 2018), en diminution par rapport à 1990 (48,9 %). La répartition détaillée en 2018 est la suivante : 
zones humides côtières (30,1 %), zones urbanisées (21,7 %), prairies (17,4 %), zones agricoles hétérogènes (15,1 %), forêts (7,2 %), terres arables (5,2 %), milieux à végétation arbustive et/ou herbacée (2,3 %), espaces verts artificialisés, non agricoles (1 %). L'évolution de l’occupation des sols de la commune et de ses infrastructures peut être observée sur les différentes représentations cartographiques du territoire : la carte de Cassini (XVIIIe siècle), la carte d'état-major (1820-1866) et les cartes ou photos aériennes de l'IGN pour la période actuelle (1950 à aujourd'hui).

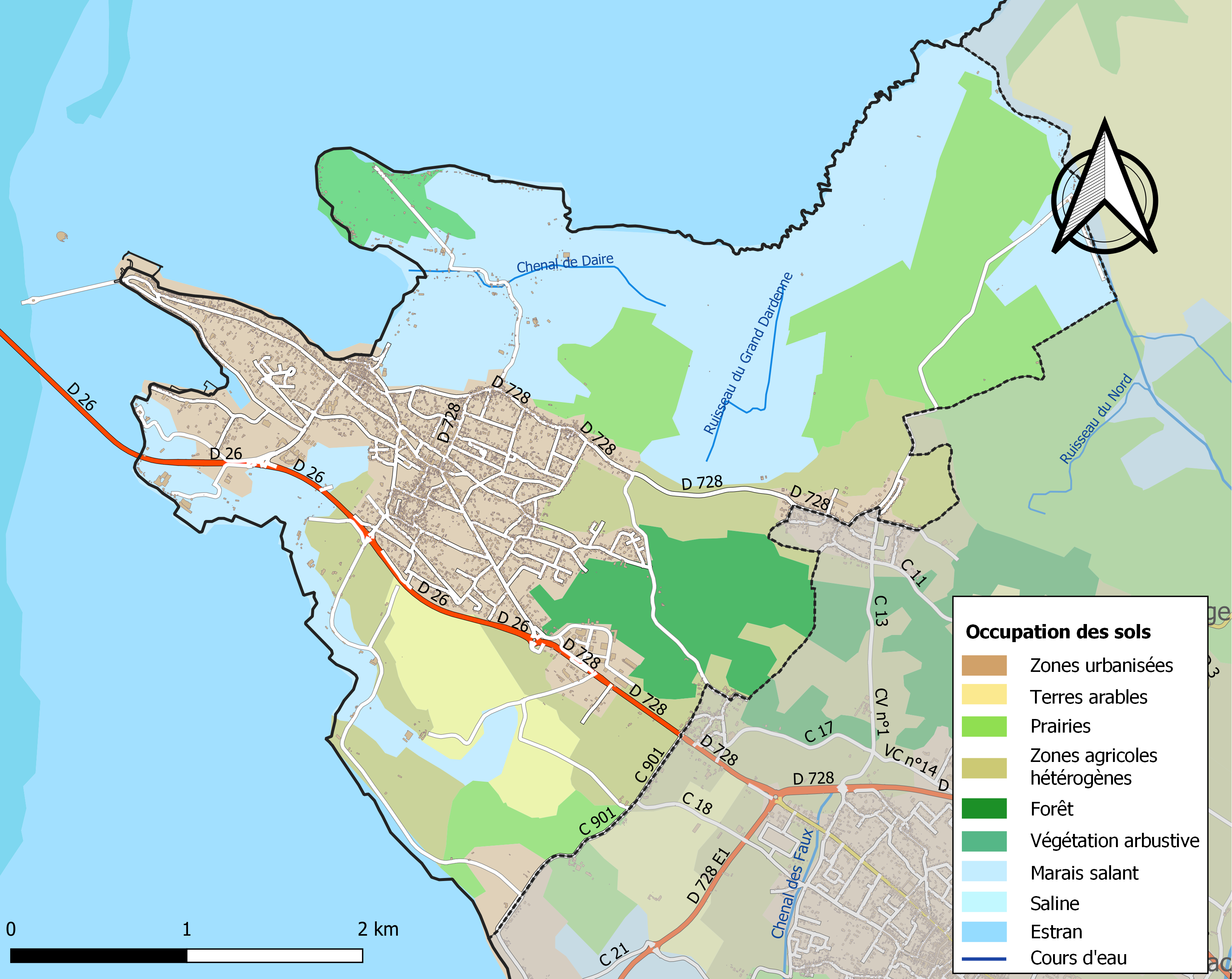
Carte des infrastructures et de l'occupation des sols de la commune en 2018 (CLC).

### Risques majeurs
Le territoire de la commune de Bourcefranc-le-Chapus est vulnérable à différents aléas naturels : météorologiques (tempête, orage, neige, grand froid, canicule ou sécheresse), inondations, mouvements de terrains et séisme (sismicité modérée). Il est également exposé à un risque technologique, le transport de matières dangereuses. Un site publié par le BRGM permet d'évaluer simplement et rapidement les risques d'un bien localisé soit par son adresse soit par le numéro de sa parcelle.

#### Risques naturels
La commune fait partie du territoire à risques importants d'inondation (TRI) du littoral charentais-maritime, regroupant 40 communes concernées par un risque de submersion marine de la zone côtière, un des 21 TRI qui ont été arrêtés fin 2012 sur le bassin Adour-Garonne et confirmé en 2018 lors du second cycle de la Directive inondation, mais annulé en 2020. Les submersions marines les plus marquantes des XXe et XXIe siècles antérieures à 2019 sont celles liées à la tempête du 9 février 1924, à la tempête du 15 février 1957, aux tempêtes Lothar et Martin des 26 et 27 décembre 1999 et à la tempête Xynthia des 27 et 28 février 2010. D’une violence exceptionnelle, la tempête Xynthia a fortement endommagé le littoral de la Charente Maritime : douze personnes ont perdu la vie (essentiellement par noyade), des centaines de familles ont dû être relogées, et, sur un linéaire de l’ordre de 400 km de côte et de 225 km de défenses contre la mer, environ la moitié de ces ouvrages a subi des dommages plus ou moins importants. C’est environ 5 000 à 6 000 bâtiments qui ont été submergés et 40 000 ha de terres agricoles. La commune a été reconnue en état de catastrophe naturelle au titre des dommages causés par les inondations et coulées de boue survenues en 1982, 1999, 2000 et 2010,.

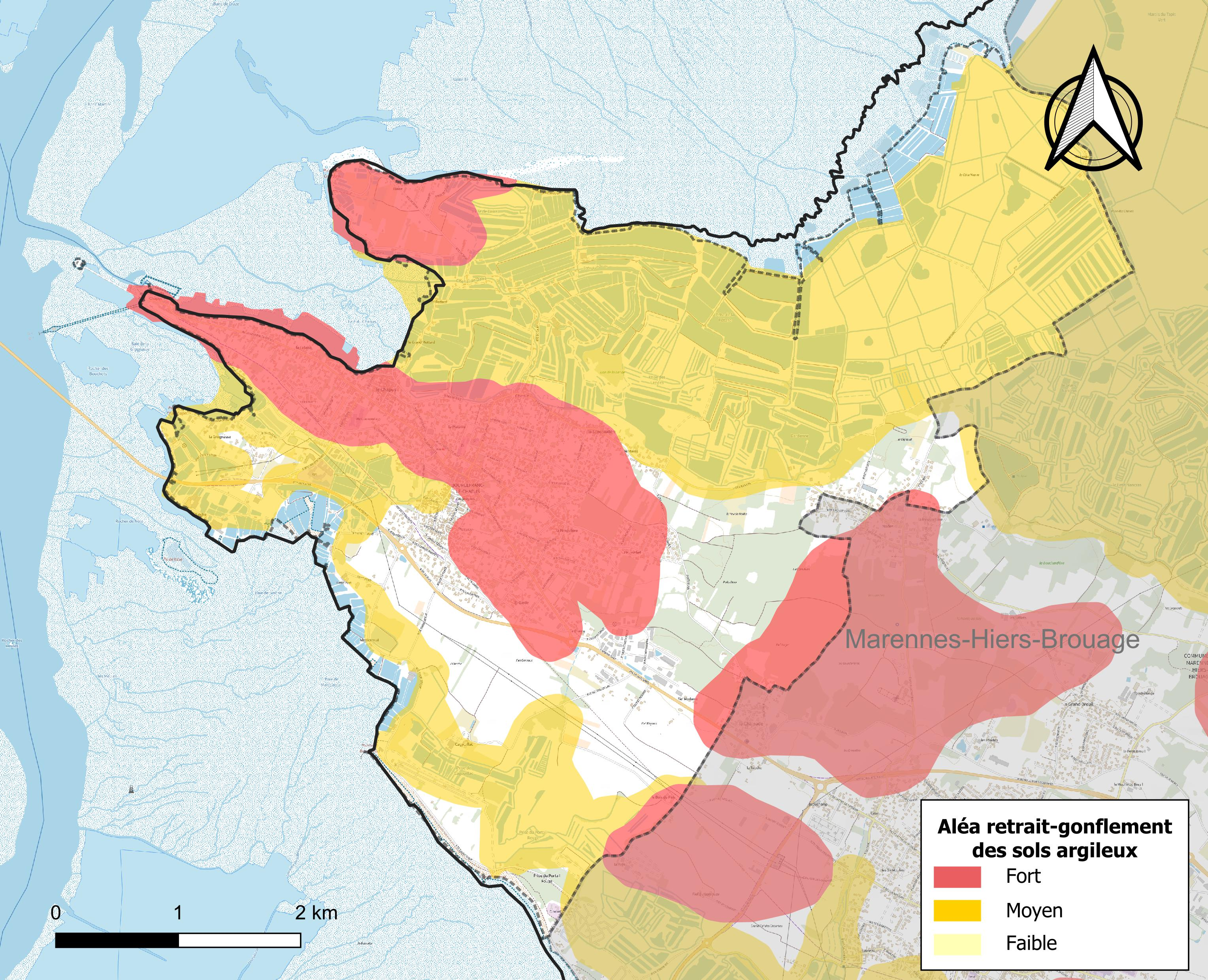
Carte des zones d'aléa retrait-gonflement des sols argileux de Bourcefranc-le-Chapus.

Les mouvements de terrains susceptibles de se produire sur la commune sont des tassements différentiels.
Le retrait-gonflement des sols argileux est susceptible d'engendrer des dommages importants aux bâtiments en cas d’alternance de périodes de sécheresse et de pluie. 76,4 % de la superficie communale est en aléa moyen ou fort (54,2 % au niveau départemental et 48,5 % au niveau national). Sur les 2 115 bâtiments dénombrés sur la commune en 2019, 1 768 sont en aléa moyen ou fort, soit 84 %, à comparer aux 57 % au niveau départemental et 54 % au niveau national. Une cartographie de l'exposition du territoire national au retrait gonflement des sols argileux est disponible sur le site du BRGM,.
Par ailleurs, afin de mieux appréhender le risque d’affaissement de terrain, l'inventaire national des cavités souterraines permet de localiser celles situées sur la commune.
Concernant les mouvements de terrains, la commune a été reconnue en état de catastrophe naturelle au titre des dommages causés par la sécheresse en 1989, 1991, 2002, 2003, 2005, 2011 et 2018 et par des mouvements de terrain en 1999 et 2010.

#### Risques technologiques
Le risque de transport de matières dangereuses sur la commune est lié à sa traversée par une ou des infrastructures routières ou ferroviaires importantes ou la présence d'une canalisation de transport d'hydrocarbures. Un accident se produisant sur de telles infrastructures est susceptible d’avoir des effets graves sur les biens, les personnes ou l'environnement, selon la nature du matériau transporté. Des dispositions d’urbanisme peuvent être préconisées en conséquence.

## Démographie

### Évolution démographique
L'évolution du nombre d'habitants est connue à travers les recensements de la population effectués dans la commune depuis 1911. Pour les communes de moins de 10 000 habitants, une enquête de recensement portant sur toute la population est réalisée tous les cinq ans, les populations de référence des années intermédiaires étant quant à elles estimées par interpolation ou extrapolation. Pour la commune, le premier recensement exhaustif entrant dans le cadre du nouveau dispositif a été réalisé en 2008.

En 2022, la commune comptait 3 515 habitants, en évolution de +1,97 % par rapport à 2016 (Charente-Maritime : +4,04 %, France hors Mayotte : +2,11 %).
| 1911  | 1921  | 1926  | 1931  | 1936  | 1946  | 1954  | 1962  | 1968  |
| ----- | ----- | ----- | ----- | ----- | ----- | ----- | ----- | ----- |
| 2 152 | 2 184 | 2 401 | 2 522 | 2 763 | 2 842 | 2 878 | 3 073 | 3 095 |

| 1975  | 1982  | 1990  | 1999  | 2006  | 2008  | 2013  | 2018  | 2022  |
| ----- | ----- | ----- | ----- | ----- | ----- | ----- | ----- | ----- |
| 2 984 | 2 794 | 2 851 | 2 951 | 3 275 | 3 347 | 3 409 | 3 461 | 3 515 |

### Pyramide des âges
La population de la commune est relativement âgée.
En 2018, le taux de personnes d'un âge inférieur à 30 ans s'élève à 24,9 %, soit en dessous de la moyenne départementale (29 %). À l'inverse, le taux de personnes d'âge supérieur à 60 ans est de 40,3 % la même année, alors qu'il est de 34,9 % au niveau départemental.
En 2018, la commune comptait 1 644 hommes pour 1 817 femmes, soit un taux de 52,5 % de femmes, légèrement supérieur au taux départemental (52,15 %).
Les pyramides des âges de la commune et du département s'établissent comme suit.
| Hommes | Classe d’âge | Femmes |
| ------ | ------------ | ------ |
| 1,4    | 90 ou +      | 2,6    |
| 11,8   | 75-89 ans    | 15,7   |
| 24,5   | 60-74 ans    | 24,2   |
| 20,2   | 45-59 ans    | 20,4   |
| 15,4   | 30-44 ans    | 13,8   |
| 13,9   | 15-29 ans    | 11,1   |
| 12,8   | 0-14 ans     | 12,2   |

| Hommes | Classe d’âge | Femmes |
| ------ | ------------ | ------ |
| 1,1    | 90 ou +      | 2,6    |
| 10,1   | 75-89 ans    | 12,6   |
| 22     | 60-74 ans    | 23,2   |
| 20,1   | 45-59 ans    | 19,7   |
| 16,1   | 30-44 ans    | 15,6   |
| 15,2   | 15-29 ans    | 12,7   |
| 15,4   | 0-14 ans     | 13,6   |

## Toponymie
Le nom de Bourcefranc provient de l'expression typiquement médiévale bourg franc, qui désigne un bourg bénéficiant d'une exonération de taxes accordée par un seigneur. Ce privilège est apparu lors de la création du "bourg franc", dans le courant du Moyen Âge, en raison également de sa position sur la petite butte dominant les marais environnant la presqu'île.
Quant au petit site portuaire dénommé le Chapus, il précède la création de Bourcefranc, le chef-lieu de la commune. Son toponyme viendrait du latin caput signifiant tête. Le nom s'expliquerait par la situation géographique en pointe du lieu dont l'ancienne appellation latine fut Arx Caputiana c'est-à-dire la Citadelle du cap.
Ce n'est que depuis 1970 que la commune est dénommée Bourcefranc-le-Chapus.

## Histoire

### Histoire sommaire de la commune
Ce n'est qu'à partir du 23 mars 1908 que Bourcefranc est devenue une commune à part entière appartenant jusqu'à cette date à la commune de Marennes. Son premier maire, Léon Oriou, administra la commune jusqu'en 1935. C'est lui qui inaugura l'Hôtel de ville construit en 1930 au milieu du chef-lieu de la commune.
Toute l'histoire de Bourcefranc est étroitement liée à sa grande voisine, Marennes.
Bourcefranc fut érigée en bourg franc à l'époque des grands défrichements médiévaux après que la paroisse de Marennes fut cédée en donation à l'Abbaye-aux-Dames de Saintes en 1047. Dans la seconde moitié du XIe siècle, les terres hautes et calcaires de cette partie de la presqu'île de Marennes, où passait l'antique voie romaine qui aboutissait au Chapus, furent mises en valeur. Un village agricole se forma grâce aux privilèges accordés par les abbesses de Saintes. Celles-ci avaient besoin de main d'œuvre pour défricher la paroisse de Marennes qui était entièrement couverte de forêt au début du XIe siècle.
À l'époque gallo-romaine, la pointe du Chapus abritait un village de pêcheurs et probablement de sauniers. Ce cap était l'aboutissement de l'antique voie romaine le long de laquelle, à l'époque médiévale, l'abbaye de Saintes posséda de très nombreux fiefs  entre Saintes et Marennes.
Le Chapus est une création romaine dont le toponyme révèle à la fois son rôle géographique et son rôle de transit. Ce site signifie la tête, la hauteur, le cap. À l'époque médiévale, il joua le rôle d'embarcadère pour l'île d'Oléron, de port de pêche et surtout de port du sel. Il fut tardivement fortifié pour y abriter une citadelle à la fin du XVIIe siècle, le fort Louvois, quand l'arsenal militaire de Rochefort fut établi à partir de 1666.
Au site du Chapus, le restaurant Le Terminus - qui rappelle l'ancienne implantation de la gare du Chapus en 1888 - et les quelques maisons qui subsistent encore à la pointe étaient pendant le XVIIe siècle des baraques construites pour loger des ingénieurs, des inspecteurs, des entrepreneurs et des ouvriers, pour la construction du Fort Louvois. Une chapelle et un cimetière y furent implantés. C'est dans cette époque qu'apparaissent les naufrageurs.
Au lendemain de la Seconde Guerre mondiale, Le Chapus fut choisi pour l'emplacement d'un embarcadère moderne, avec un quai d'accostage et une estacade longue de 650 m, construit en 1947 afin d'assurer les liaisons par bacs avec l'île d'Oléron.
Lorsque le pont de l'île d'Oléron fut construit et mis en service en 1966, l'embarcadère devint obsolète et les liaisons par bacs pour l'île d'Oléron abandonnées. L'accès aux piétons de l'estacade fut interdit en 2004 et le site est devenu un gigantesque collecteur pour l'élevage des huîtres contribuant à faire du Chapus un des tout premiers ports ostréicoles de France. Des projets de réhabilitation se font jour.
Mais c'est également un port de voyageurs dont les croisières touristiques sont assurées en période estivale par des vedettes sur le Pertuis d'Antioche en direction de l'île d'Aix, de fort Boyard et de La Rochelle.

### Patrimoine et lieux touristiques

#### Patrimoine religieux

##### L'église Saint-Louis
Au XVIIe siècle, grâce aux échanges accrus avec l'île d'Oléron, les villages de la Pointe, Nodes, la Garde, Sainceaudiére, Chatain, le Chapus  prennent une nouvelle importance mais sont encore dépourvus d'une église ou d'un temple.

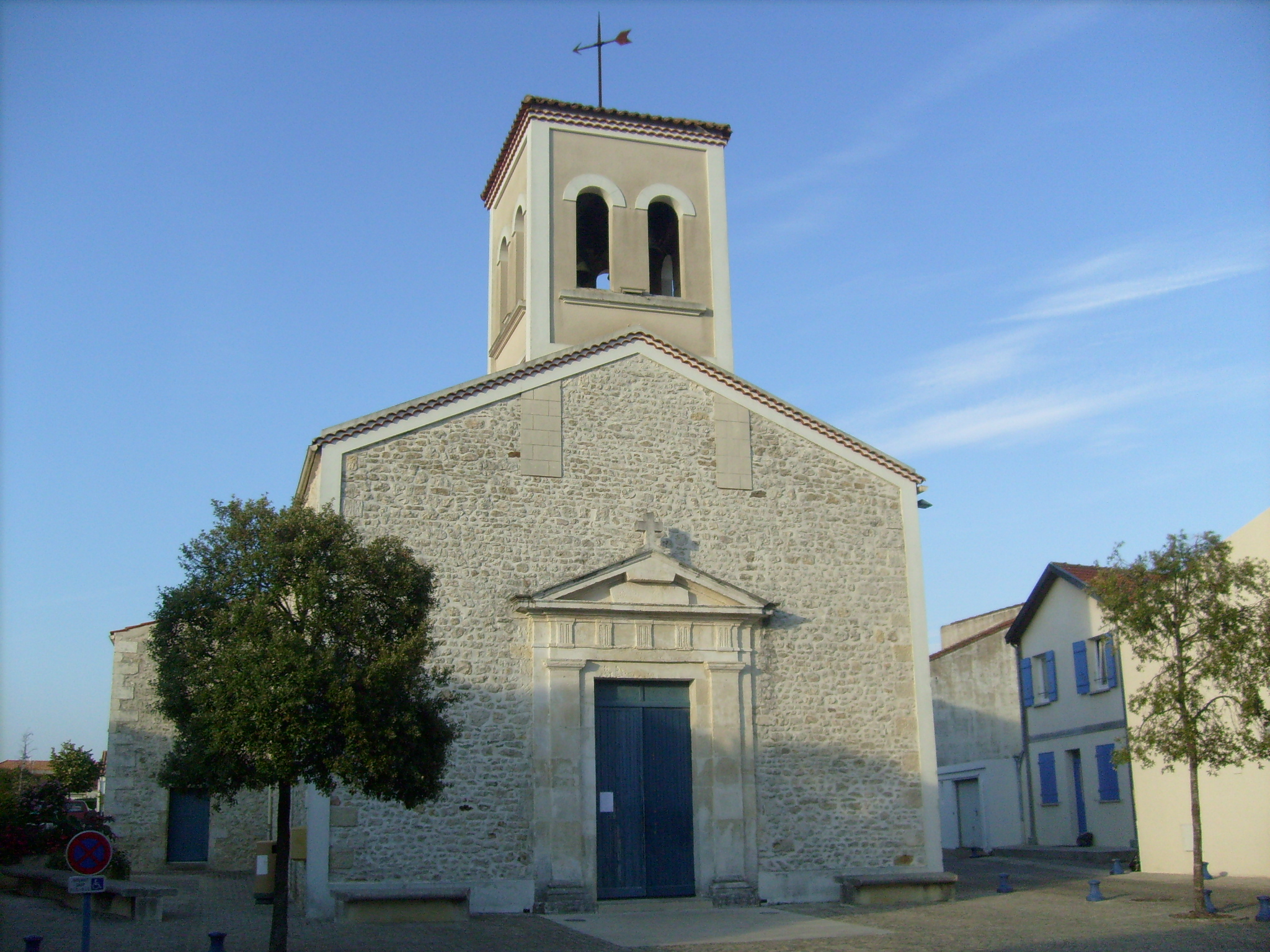
Façade de l'église Saint-Louis.

De passage vers Oléron, Madame de Maintenon aurait souhaité faire dévotions. Informée de l’absence d’un lieu de culte dans ces villages de la Pointe, elle aurait adressé un don dès son retour à Paris, décidant le roi Louis XIV à la construction de l’église Saint Louis en 1687.
L'édifice est composé d’une nef unique, d’un transept peu saillant et d’un chevet en hémicycle.
Elle ouvre aux fidèles en 1694. La chapelle est d’abord desservie par les moines Récollets de Marennes, puis par un curé qui devient titulaire après 1856.
L'église Saint-Louis est une paroisse de marins, en témoignent l’autel de pierre de taille orné d’un vaisseau et d’ancres ainsi que le vitrail de Saint Pierre où figure le fort Louvois.
Suspendue en ex-voto à la voûte, une maquette de bateau, le Saint-Louis, a aujourd'hui disparu. Elle était l’œuvre de Étienne Tétaud, né à Bourcefranc en 1888. Infirme, il faisait des sabots et des maquettes de bateaux.

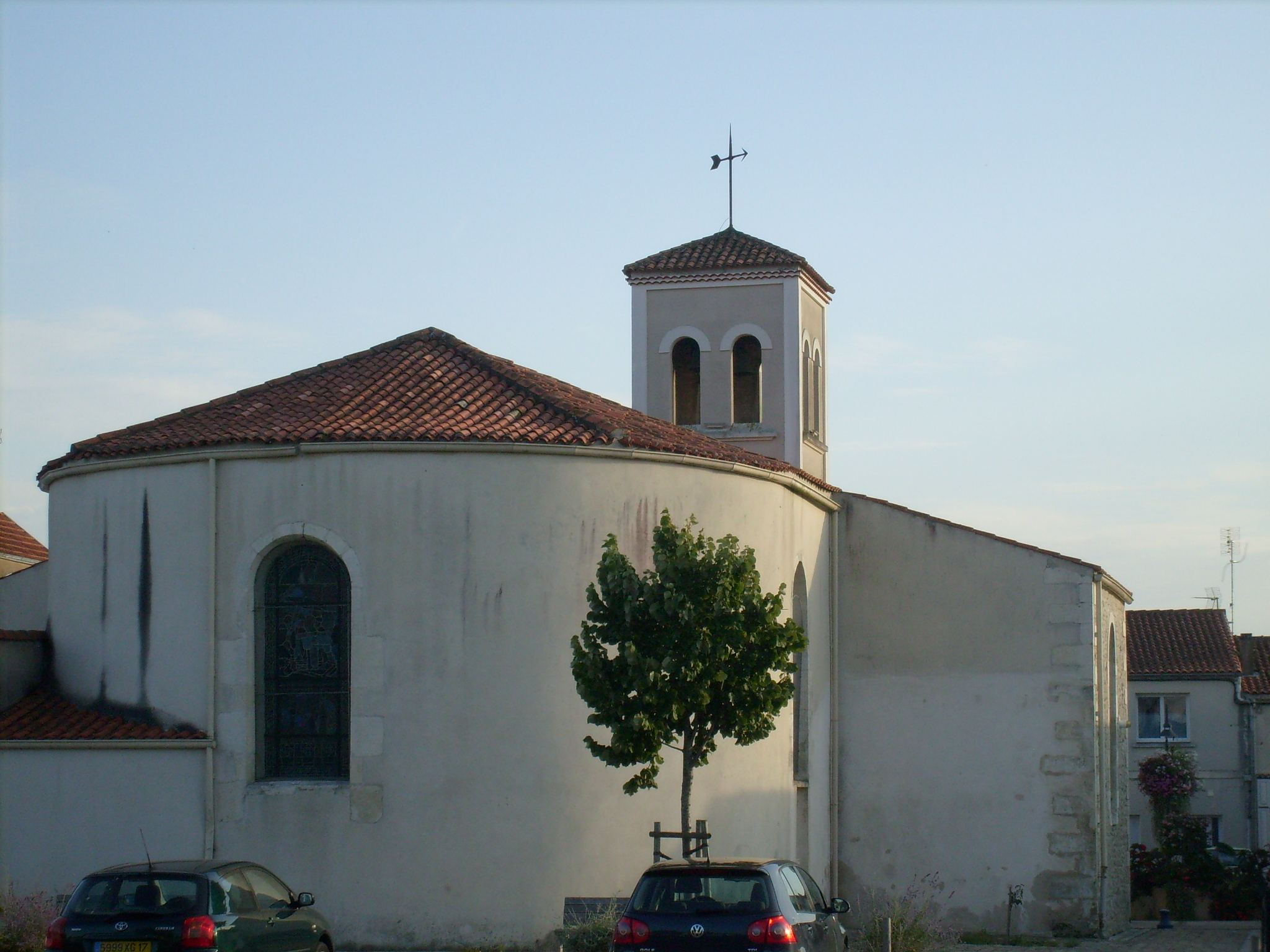
Le chevet de l'église Saint-Louis.

À l'origine, l'église n’avait pas de clocher mais un campanile où sonnait depuis 1694 la cloche de l'ancien temple de Saint-Just. Ce dernier fut détruit en 1685 lors de la Révocation de l'édit de Nantes. Les registres renseignent sur cet édifice réformé qui mesurait 14 mètres de long et qui était doté d'un campanile.
Cette cloche historique, fondue en 1604, est gravée de cette date et d’une inscription :
« Au nom de Dieu, Jehan Favre ma faicte, je suis este faicte pour servir à l’église réformée de Saint Just »
Fendue, elle ne sonnait plus.
C'est en 1957 que l’abbé Paul Bourgeon fait édifier le clocher, y installe des cloches électroniques, systèmes de croix en cristal avec fil à ressort qui oscillent dans le vide, le son est amplifié et diffusé par des haut-parleurs et donne le change à de vraies cloches. Il assiste en 1969 à son rêve, la pose de deux autres cloches baptisées Madeleine et Jeanne-Andrée. L’abbé Bourgeon qui demeurait à Bourcefranc était un prêtre-ouvrier, ostréiculteur et inventeur à ses heures de repos.

#### Patrimoine civil

##### Le fort du Chapus (ou fort Louvois)

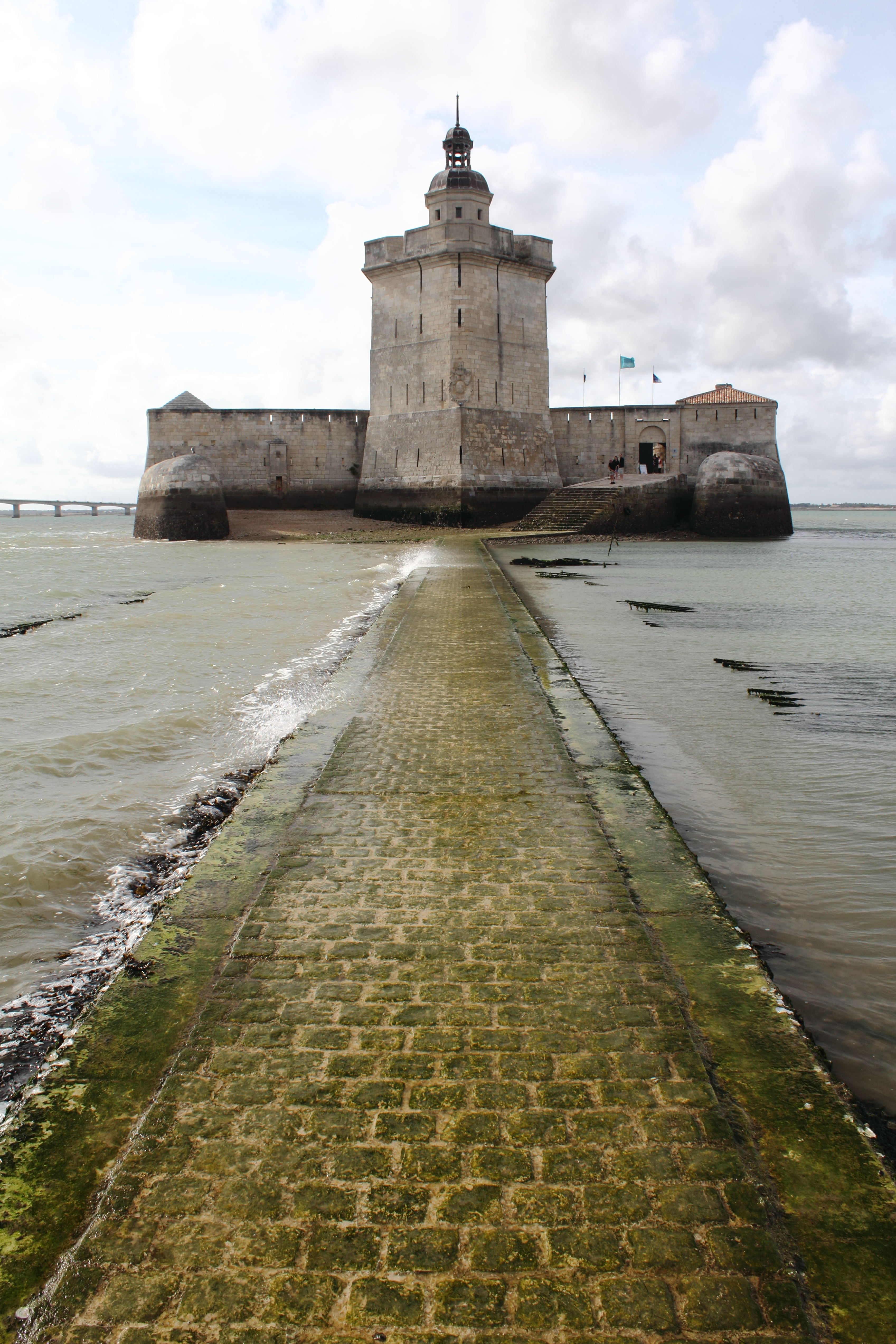
Le fort Louvois et sa chaussée d'accès, reçoit plus de 20000 visiteurs chaque année.

Situé entre l'île d’Oléron à l'Ouest et le continent à l'Est, face au petit port de pêche et ostréicole du Chapus, ce monument historique est l'un des plus visités du littoral charentais recevant plus de 20 000 visiteurs chaque année. Il est accessible par une chaussée découverte à chaque marée basse, n'étant situé qu'à 400 mètres du rivage, sinon par bateau lors des marées hautes.
Construit en 1691 sous le règne de Louis XIV pour défendre les pertuis charentais — pertuis d'Antioche et surtout le pertuis de Maumusson  — contre les incursions de navires ennemis, il faisait partie de la Ceinture de feu afin de protéger l'arsenal militaire et maritime de Rochefort.
Depuis 1972, il abrite également sur plusieurs niveaux le Musée de l'huître et est doté d'un intéressant plan relief du littoral charentais et de l'île d'Oléron.

#### Hôtel de ville
Après la création de la commune de Bourcefranc le 23 mars 1908 par distraction de celle de Marennes, la ville a fait édifier un bel hôtel de ville qui a été inauguré par son premier maire, monsieur Léon Oriou, en 1930.

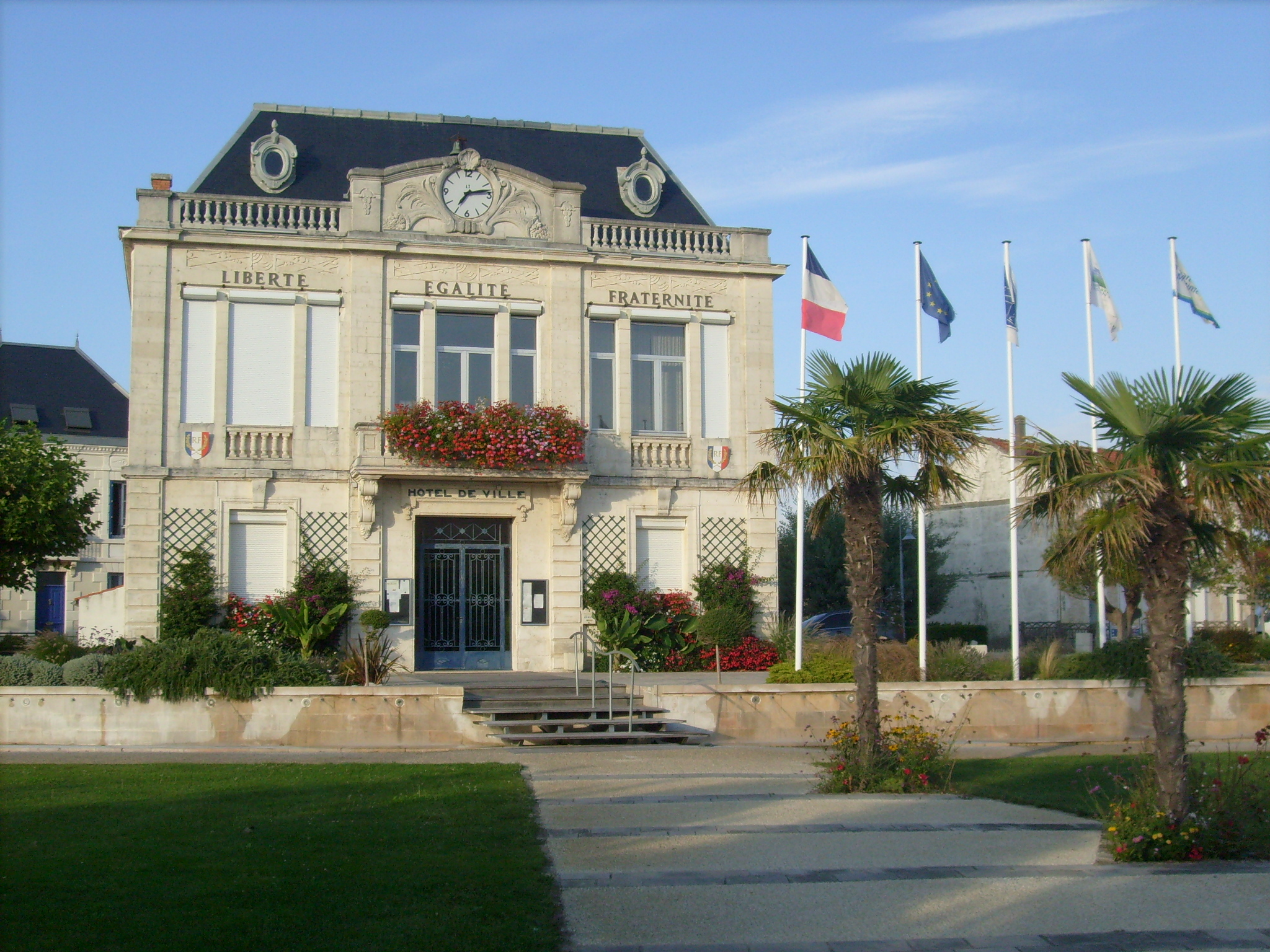
L'Hôtel de ville a été érigé en 1930.

Depuis 1970, elle se dénomme officiellement Bourcefranc-le-Chapus. Bourcefranc demeure le chef-lieu administratif de la commune avec les services de la mairie et des écoles, tandis que Le Chapus en est le centre économique. Il est l'un des tout premiers ports ostréicoles de France et en même temps un site touristique très prisé.
En 2008, la ville a célébré le centenaire de sa création.

##### Le moulin de la Plataine
Situé aux portes même du bourg de Bourcefranc, le moulin de la Plataine qui a été édifié vers 1650 est aujourd'hui la propriété de la commune. Une association « Les amis du moulin de la Plataine » a terminé sa restauration complète en 2010.

##### Pont de l'île d'Oléron
Depuis l'été 1966 pour sa mise en service, le pont  de l'île d'Oléron relie le continent depuis la commune de Bourcefranc-le-Chapus. Il fut, lors de son inauguration, le plus long pont de France et, ce, jusqu'en 1988, année où il fut détrôné par le pont de l'île de Ré, maintenant le plus long viaduc de France à relier une île au continent.
Le pont de l'île d'Oléron fut également le premier pont à être construit pour relier une île. Son passage est gratuit et sa gestion est assurée par le conseil général de la Charente-Maritime.

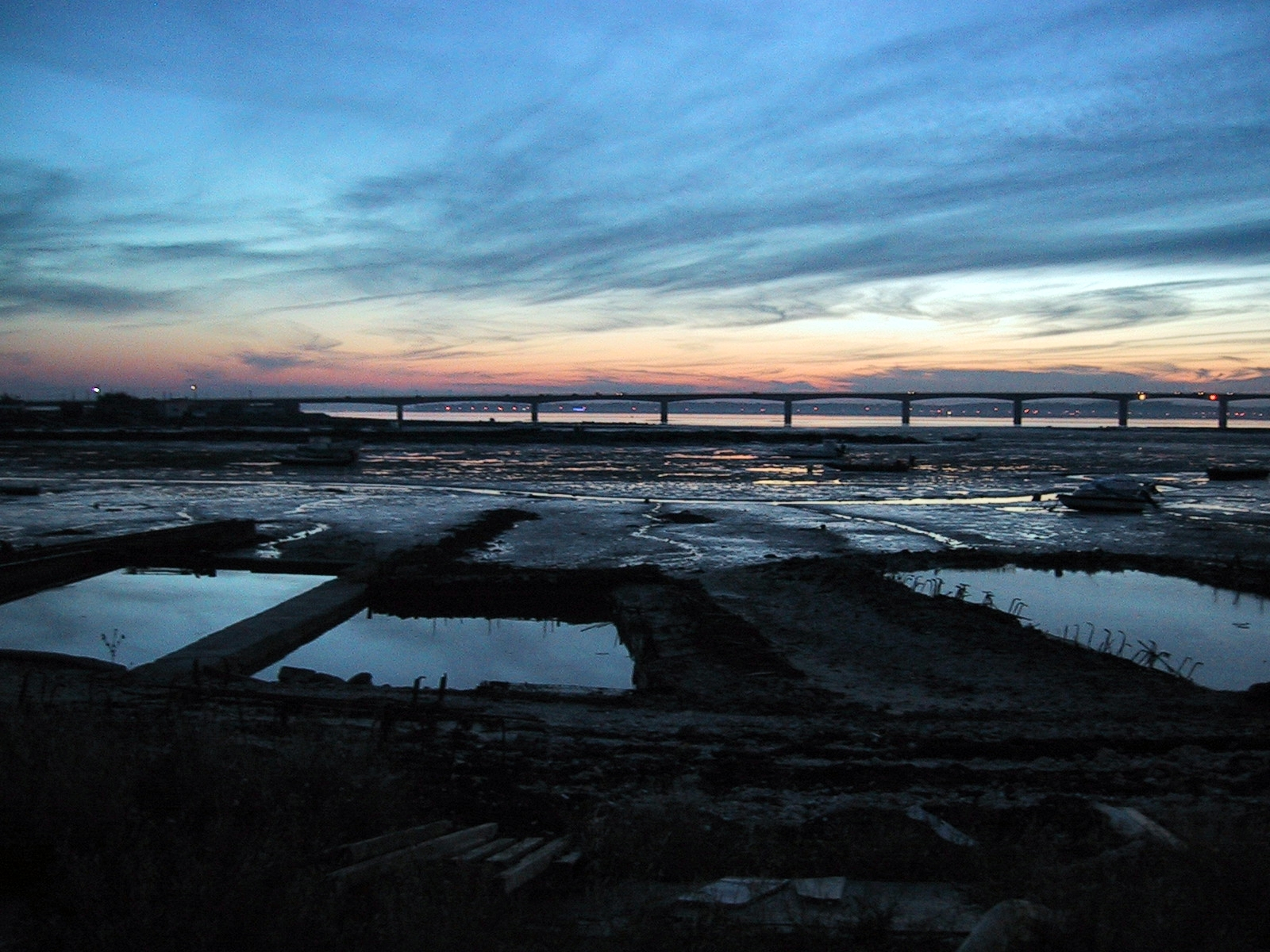
Les parcs à huîtres et le viaduc d'Oléron vus depuis le Chapus au crépuscule.
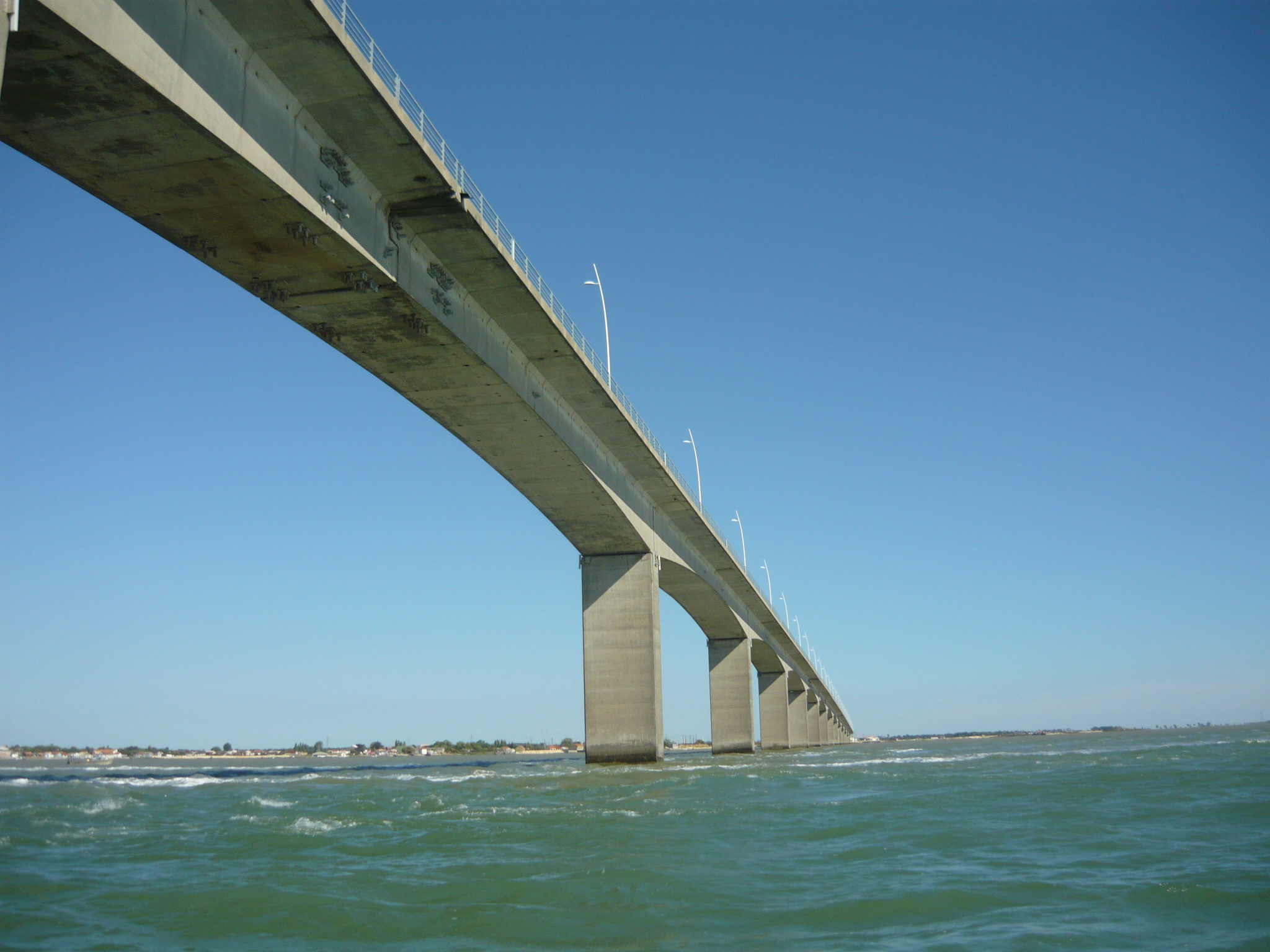
Arches du pont-viaduc d'Oléron.
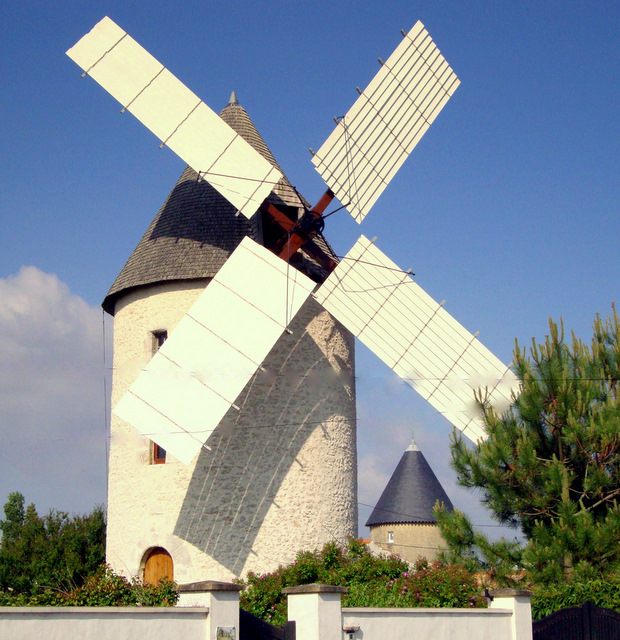
Le moulin de la Plataine.

## Politique et administration

### Municipalité

#### Petit historique
Ce n'est que depuis le 28 mars 1908 que Bourcefranc a été érigée en commune par distraction de la commune voisine de Marennes.
Son premier maire, Léon Oriou, a administré la commune de sa création jusqu'en 1935 et a inauguré l'Hôtel de ville édifié en 1930.
C'est en 1970 que la municipalité a pris le nom officiel de Bourcefranc-le-Chapus.

#### Liste des maires
| Période | Période          | Identité          | Étiquette | Qualité                                                            |
| ------- | ---------------- | ----------------- | --------- | ------------------------------------------------------------------ |
| 1908    | 1935             | Léon Oriou        |           |                                                                    |
| 1935    | 1941             | Jules Courdavault |           |                                                                    |
| 1941    | 1943             | Léonce Chamart    |           |                                                                    |
| 1943    | 1944             | Maurice Carré     |           |                                                                    |
| 1944    | 1947             | Maxime Davy       |           |                                                                    |
| 1947    | 1949             | Gustave Oriot     |           | Ostréiculteur                                                      |
| 1949    | 1959             | René Normandin    |           |                                                                    |
| 1959    | 1968 (démission) | Camille Goupil    |           |                                                                    |
| 1968    | 1995             | Raymond Guichard  |           | Président du SIVOM du canton de Marennes [Quand ?]                 |
| 1995    | 2014             | Jean-Luc Rousseau | DVD-UMP   | Retraité Président de la CC du Bassin de Marennes (1997 → 2014)    |
| 2014    | En cours         | Guy Proteau       | UDI       | Artisan 4e vice-président de la CC du Bassin de Marennes (2014 → ) |

### Région
À la suite de la réforme administrative de 2014 ramenant le nombre de régions de France métropolitaine de 22 à 13, la commune appartient depuis le 1er janvier 2016 à la région Nouvelle-Aquitaine, dont la capitale est Bordeaux. De 1972 au 31 décembre 2015, elle a appartenu à la région Poitou-Charentes, dont le chef-lieu était Poitiers.

### Canton
Bourcefranc-le-Chapus est l'une des communes qui forment le canton de Marennes, ce dernier appartenant à l'arrondissement de Rochefort.

### Intercommunalité
La commune fait partie depuis décembre 1996 de la Communauté de communes du Bassin de Marennes dont le siège administratif est fixé à Marennes.
Elle appartient depuis 1997 au Pays Marennes-Oléron dont le siège administratif est fixé à Saint-Pierre-d'Oléron. Grâce à cette structure intercommunautaire, elle a pu bénéficier de l'implantation de l'Office de Tourisme du Pays de Marennes-Oléron judicieusement placé sur l'ancien site du péage du pont de l'île d'Oléron.

### Instances judiciaires
Jusqu'en 2009, Bourcefranc-le-Chapus dépendait de la juridiction de Marennes pour les affaires courantes de son tribunal d'instance et de commerce.
Depuis cette année, à la suite de l'application de la réforme de la carte judiciaire de 2007, la ville dépend maintenant du tribunal d'instance de Rochefort, du tribunal de grande instance de La Rochelle et de la cour d'appel de Poitiers.
Elle dépend par ailleurs du tribunal pour enfants de La Rochelle, du conseil de prud'hommes de Rochefort, du tribunal de commerce de La Rochelle.
En matière de droit administratif, la ville dépend du tribunal administratif de Poitiers et de la cour administrative d'appel de Bordeaux.

### Jumelage et coopération
Rheinbrohl (Allemagne)
C'est depuis 1965 que Bourcefranc-le-Chapus a créé un comité de jumelage avec la municipalité allemande de Rheinbrohl. La commune (à l'époque Bourcefranc) fut la première de Poitou-Charentes à être jumelée. Ce partenariat se poursuit intensément encore aujourd’hui.

## Personnalités liées à la commune

### Personnalités duXVIIesiècle
- Madame de Maintenon, lors d'un voyage dans la région de Marennes, passant par le village de Bourcefranc, voulut prier et découvrit qu'il n'existait ni chapelle ni église. Elle serait intervenue auprès de Louis XIV afin qu'il fasse construire un lieu de culte dans ce quartier de la paroisse de Marennes. Le roi exauça ses vœux.

### Personnalités duXXesiècle
- Léon Oriou fut le premier maire de la commune depuis sa création, en 1908, jusqu'en 1935. Il inaugura l'hôtel de ville en 1930.

## Héraldique
| Blason | Blasonnement : D’argent au fort Louvois d’or terrassé de sinople, au chef d’azur chargé de trois fleurs de lis d’or. Commentaires : Le statut officiel du blason reste à déterminer. |